# Departamento Río Seco
Río Seco es un departamento ubicado al norte de la provincia de Córdoba (Argentina).

## Límites
Sus límites interdepartamentales son:
- Al norte: con la Provincia de Santiago del Estero.
- Al este: con la Provincia de Santiago del Estero.
- Al sur: con el Departamento Tulumba.
- Al oeste: con el Departamento Sobremonte.

## Pedanías
Para los fines catastrales el departamento se divide en 5 pedanías: 
- Candelaria Sección Norte
- Candelaria Sección Sur
- Estancia
- Higuerillas
- Villa de María

## Localidades y gobiernos locales
El departamento comprende 12 gobiernos locales, cuyos ejidos municipales no son colindantes y por tanto no ocupan la totalidad del territorio departamental. 
Se encuentran categorizados en 2 municipios:
- Sebastián Elcano
- Villa de María

Y 10 comunas:
- Cerro Colorado
- Chañar Viejo
- Eufrasio Loza
- Gutemberg
- La Rinconada
- Los Hoyos
- Puesto de Castro
- Rayo Cortado
- Santa Elena
- Villa Candelaria Norte

La localidad de San Pedro de Gütemberg no se constituye en gobierno local y por tanto no posee ejido municipal ni autoridades propias, se encuentra dentro del ejido del municipio de Gutemberg.

## Demografía

### Estructura
Según el censo 2022 la población total del departamento es de 15 302 personas, repartidas en 
7 644 mujeres y 7 658 hombres, con un índice de masculinidad de 100,1 hombres por cada 100 mujeres. 
La edad mediana de la población es de 30 años (tanto entre las mujeres como entre los hombres).
El 10,7% de la población tiene más de 65 años (frente al 9,1% en 2010), y el 2,1% de la población tiene más de 80 años (frente al 1,9% en 2010)

### Salud y educación
El 43,7% de la población tiene al menos un tipo de cobertura de salud. 
Unas 4 821 personas asisten a algún tipo de establecimiento educativo de cualquier nivel y unas 1 065 personas tienen un título terciario o superior (11,2% sobre el total de la población instruida). La tasa de alfabetización es del 99,6

### Migraciones
De las personas residentes en el departamento, unas 1 128 (7,3% del total de población) nacieron en otra provincia, y unas  56 (0,4% del total de población) lo hicieron fuera del país, siendo los grupos de inmigrantes más numerosos los provenientes de:
- Venezuela: 6 personas
- Colombia: 5 personas
- Bolivia: 4 personas
- Paraguay: 4 personas
- Brasil: 2 personas
- España: 2 personas
- Uruguay: 2 personas

### Hogares
En el departamento hay un total de 6 492 viviendas  y 5 150 hogares. 
En cuanto al régimen de tenencia y regularidad de la propiedad de las viviendas, el 62,9% es propia, el 13,1% es alquilada, el 10,0% es cedida o prestada, y el resto se encuentra en otra situación.
Sobre el total de hogares, 4 199 (81,5% del total) tienen acceso a red pública de agua corriente, solo 157 (3,0% del total) tienen desagüe y descarga a red pública cloacal, solo 101 (1,9% del total) tienen acceso a red pública de gas, y 1 515 (29,4% del total) tienen acceso a red de internet en la vivienda. 

## Sismicidad
La sismicidad de la región de Córdoba es frecuente y de intensidad baja, y un silencio sísmico de terremotos medios a graves cada 30 años en áreas aleatorias. Sus últimas expresiones se produjeron:
- 22 de septiembre de 1908 (116 años), a las 17.00 UTC-3, con 6,5 Richter, escala de Mercalli VII; ubicación 30°30′0″S 64°30′0″O / -30.50000, -64.50000; profundidad: 100 km; produjo daños en Deán Funes, Cruz del Eje y Soto, provincia de Córdoba, y en el sur de las provincias de Santiago del Estero, La Rioja y Catamarca[24]

- 16 de enero de 1947 (78 años), a las 2.37 UTC-3, con una magnitud aproximadamente de 5,5 en la escala de Richter (terremoto de Córdoba de 1947)[23]

- 28 de marzo de 1955 (70 años), a las 6.20 UTC-3 con 6,9 Richter: además de la gravedad física del fenómeno se unió el desconocimiento absoluto de la población a estos eventos recurrentes (terremoto de Villa Giardino de 1955)

- 7 de septiembre de 2004 (20 años), a las 8.53 UTC-3 con 4,1 Richter

- 25 de diciembre de 2009 (15 años), a las 21.42 UTC-3 con 4,0 Richter